# Feroras
Feroras (en griego: Φερώρας; 68 a. C. –. 5 d. C.), probablemente nacido en Mareshá (Idumea), era el hijo más joven de Antípatro I y su mujer Cipros, y el hermano menor de Herodes el Grande. Durante el reinado de Herodes, Feroras fue etnarca de la región de Perea.
Contrajo su primer matrimonio con una hermana de Mariamna I, esposa de Herodes. Se presume que Herodes concertó la unión. Cuando su primera esposa murió, Herodes quiso casarlo con Salampsio, la mayor de las hijas que tuvo con Mariamna I. Pero Feroras rechazó a Salampsio, por estar enamorado de una esclava "cuyos encantos no pudo resistir".  Más adelante, Herodes le pidió que se casara con Cipros, hermana menor de Salampsio. Al principio Feroras aceptó, pero más tarde cambió de parecer y continuó casado con su mujer, que tenía muy malas relaciones con Herodes y estuvo implicada en varias intrigas en su contra.